# Конски кладенец
Конски кладенец (2309 м) е връх в Пирин планина. Намира се е в северния дял на Пирин и е част от Синанишкото било. Разположен е на югозапад от връх Синаница. Къс, обрасъл с клек и бяла мура рид свързва Конски кладенец с разположения на запад връх Шаралия.